# Croton ochromifolius
Espèce
Classification APG II (2003)
Croton ochromifolius est une espèce de plantes à fleurs du genre Croton et de la famille des Euphorbiaceae présente en Colombie.